# 日郷
日郷（にちごう）は、鎌倉時代中期から後期にかけての日興門流の僧。越後国の出身。宰相阿闍梨と称する。日興の弟子、新六の一人。安房国保田妙本寺の開山。

## 略歴
- 永仁元年（1293年）8月15日、保田日郷、越後に生まる。
- 延慶3年（1310年）、保田日郷、伊賀公日世により得度。
- 元亨2年（1322年）、日興、本尊を書写し宰相阿日郷に授与。
- 嘉暦元年（1326年）4月、日目、本尊を書写し日郷に授与。
- 元弘元年（1331年）12月、日目、日郷に本尊を授与。
- 元弘3年（1333年）2月、保田日郷、日興遷化記録及び遺物配分の事を記す。11月15日、3祖日目、太夫阿日尊・宰相阿日郷を伴い天奏上洛の途、美濃国垂井に入滅、荼毘に付す〔74歳〕。日郷、遺骨を奉じて大石寺に帰り下之坊に納む。
- 建武元年（1334年）4月4日、宰相阿日郷、安房国に顕徳寺を創す。
- 建武2年（1335年）秋、宰相阿日郷、大石寺蓮蔵坊を退出す。宰相阿日郷、安房吉浜に法華堂〔妙本寺〕を創す。
- 延元元年（1336年）2月5日、保田日郷、遺誡５ケ条を定む。
- 延元3年（1338年）5月5日、南条時綱、寄進状を保田日郷に寄す。
- 興国元年（1340年）7月15日、保田日郷、延年寺成願より京鳥辺野の地を求む（日目墓地第1次買得）。
- 興国2年（1341年）2月12日、薩摩阿日叡、保田妙本寺において日郷より受学す。3月18日、南条時長、書を保田日郷に報ず。
- 興国5年（1344年）4月2日、薩摩阿日叡、安房に着す。1夏中、保田日郷に随って修行を行う。11月30日、保田日郷、薩摩阿日叡を日向惣導師職に任ず。12月12日、保田日郷、薩摩阿日叡を伴って蓮蔵坊〔小泉久遠寺〕に赴く。
- 興国6年（1345年）、日興・日目13回忌。3月7日、保田日郷、大聖人（日蓮）本尊を京六条坊門にて薩摩阿日叡に授与す。3月14日、保田日郷、上洛して上杉管領に伝奏す。3月15日、保田日郷、天奏により光明院より綸旨並びに嵯峨帝宸翰の法華経10巻を拝領す。
- 正平2年（1347年）7月18日、保田日郷、成願後家尼より鳥辺野の地を求む〔日目墓地第３次買得〕。
- 正平4年（1349年）11月15日、保田日郷・薩摩阿日叡、京において日目17回忌を修す。
- 正平8年（1353年）4月25日、保田妙本寺開基小泉4代宰相阿日郷寂〔61歳〕